# Ella Odstedt
Sara Emilia (Ella) Odstedt (* 24. Juni 1892 im Kirchenspiel Arnäs, Ångermanland, Schweden; † 5. Juli 1967) war eine schwedische Ethnologin.

## Biografie
Odstedt war die Tochter eines Maurers und seiner Frau. In ihrer Kindheit hörte sie die Schauergeschichten ihrer Großmutter über unterirdisch lebende Wesen und verschiedene andere Geister, die sie begann aufzuschreiben. Ihre Schriften weckten das Interesse des Ethnografen Edvard Hammarstedt vom Nordischen Museum in Stockholm, der Odstedts Heimatort 1917 besuchte. Ab dem Jahr 1925 arbeite Odstedt dem in Uppsala ansässigen Archiv für Dialekte und Volkswissen zu, wo sie zwei Jahre später eine Anstellung erhielt. Diese hatte sie bis zu ihrer Pensionierung inne.

## Werke
Für ihre Niederschriften besuchte Odstedt mehrere Ortschaften in Norrland sowie gelegentlich weiter südlich. Sie dokumentierte Volkssagen, ländliche Bräuche, traditionelle Ausschmückungen von Gebäuden, Trachten und andere textile Gegenstände. So entstanden zusammen etwa 30.000 Seiten umfassende Schriften. Im Werk Svenska landsmål och svenskt folkliv (Schwedische Dialekte und schwedische Volksbräuche) von 1931 übernahm sie den Abschnitt zu den Sagen aus Ångermanland und im Werk Folkminnen och folktankar (Volkserinnerungen und Volksgedanken) von 1933 den Abschnitt Naturwesen im Volksglauben Ångermanlands. Nachdem Odstedt 1943 ihr Buch Varulven i svensk folktradition (Der Werwolf in der schwedischen Volkstradition) veröffentlicht hatte, wurde sie in die Königliche Gustav-Adolfs-Akademie für schwedische Volkskultur aufgenommen und zum Ehrendoktor der Universität Uppsala ernannt. Dieses Buch wurde 2012 neu aufgelegt.